# Апетер, Иван Андреевич
 Апетер Иван Андреевич  (1890—1938) — руководящий сотрудник ВЧК-ГПУ-НКВД СССР, начальник Соловецкого лагеря особого назначения. Старший майор государственной безопасности (1936 г.)
Расстрелян в 1938 году. Признан не подлежащим реабилитации.

## Биография
Родился в 1890 г. в усадьбе Тольни Лифляндской губернии в семье латышского крестьянина.

#### Деятельность до и в первые годы Октябрьской революции
- С 1906 г. — член Социал-демократии Латышского края, состоял в РСДРП(б) с 1917 г[1]. Во время Первой мировой войны служил в 26-м Сибирском стрелковом полку (солдат, унтер-офицер). В 1917 г. делегат I съезда Западного фронта, комиссар Цекодарфа. Делегат VI съезда РСДРП(б).

После Октябрьской революции избран членом Учредительного собрания от Западного фронта по списку № 9 (большевики). Участник заседания Учредительного собрания 5 января 1918 г.
С февраля 1918 г. — комиссар Ставки Верховного главнокомандования в Могилёве.

#### В органах ВЧК-ОГПУ
- С 1918 г. — в органах ВЧК-ОГПУ: 1918 г. — начальник Отдела военного контроля Брянского района, в 1918—1919 гг. — начальник Особого отдела ВЧК Западного фронта, в 1919 г. — начальник Особого отдела Всеукраинской ЧК, затем начальник Особого отдела 12-й армии, в 1920 г. — начальник Особого отдела ВЧК Западного фронта; в 1920—1921 гг. — начальник Административно-организационного управления (АОУ) ВЧК.
- С декабря 1921 г. по март 1922 г. — заместитель начальника ИНО ВЧК. В 1922—1924 гг. — начальник Особого отдела полномочного представительства, полномочный представитель ГПУ по Западному краю. С ноября 1924 г. — полномочный представитель ОГПУ по Уралу, с ноября 1926 г. — полпред ОГПУ по Крыму и начальник Особого отдела Черноморского и Азовского флотов. С августа 1928 г. — полпред ОГПУ по Центрально-Чернозёмной области, с февраля 1930 по январь 1931 г. — первый заместитель полпреда ОГПУ по Московской области.

#### В органах Наркомюста РСФСР
- В январе 1931 г. назначен начальником Главного управления мест заключения (ГУМЗ) Наркомюста РСФСР и начальником Центрального управления конвойных войск СССР, одновременно с февраля 1931 — заместителем наркома юстиции РСФСР.[2] В 1933 г. окончил Академию внешней торговли. В феврале — ноябре 1934 г. работал прокурором Саратовского края.

#### В органах НКВД СССР
- ноябрь 1934 г. — июнь 1937 г. — начальник Санитарно-курортного отдела НКВД СССР.
- С июня 1937 г. — начальник Соловецкой тюрьмы особого назначения ГУЛАГ НКВД СССР. Как комендант Соловецкого лагеря (тюрьмы) ответственен за массовые расстрелы з/к Соловков в Сандармохе в октябре-ноябре 1937 г. (1111 расстрелянных) и 8 декабря 1937 г. предположительно в районе Лодейнопольского филиала СвирьЛАГа НКВД (365 расстрелянных).

#### Награды
Орден Красного Знамени (1923). Лишен посмертно Указом ПВС СССР от 07.07.1941 г.

## Арест. Суд. Расстрел. Отказ в реабилитации
- Арестован 11 декабря 1937 г. как участник «латышской шпионско-фашистской организации». Внесен в список «Москва-центр» от 20.8.1938 г. («Бывш. сотрудники НКВД») по 1-й категории.[3]
- Приговорен 22 августа 1938 г. ВКВС СССР к высшей мере наказания по ст. 58-й статье УК РСФСР, а именно ст. 58/1 («измена Родине»); ст. 58/8 («террор»); ст. 58/11 («участие в антисоветской к.-р. организации в органах НКВД»)[4], и в тот же день расстрелян в числе 120 осужденных.[5]
- Место захоронения — полигон НКВД «Коммунарка».
- 4 сентября 2014 г. определением Судебной коллегии по делам военнослужащих Верховного суда РФ (не подлежит публикации) отказано в реабилитации[6].

Номер архивно-следственного дела Н-13515.